# Chulung
Le chulung (ou chhulung, chhiling) est une langue tibéto-birmane parlée dans le Népal oriental. La langue est menacée.

## Répartition géographique
Le chulung est parlé dans le district de Dhankuta, rattaché à la zone de Koshi.

## Classification interne
Le chulung est une des langues kiranti, un sous-groupe des langues himalayennes de la famille tibéto-birmane. 

## Sources
- (en) Man Kumari Limbu, 2012, Tense and aspect in Chhulung, Nepalese Linguistics 27, p. 143-150.